# La tavola dei poveri
La tavola dei poveri és una pel·lícula de 1932, dirigida per Alessandro Blasetti, basada en un drama en un sol acte de Raffaele Viviani ambientada a Nàpols, que interpreta el paper del protagonista a la pel·lícula. Va ser rodada als estudis de la productora Società Italiana Cines.

## Trama
El marquès napolità Isidoro Fusaro ha malgastat tots els seus béns, però no vol pas que se sàpiga: de fet, continua sent venerat com un gran senyor, amic dels pobres i extremadament generós amb tothom. Just quan s'esgota l'última lira, el marquès rep 7.500 lires d'un captaire, que tota la vida s'ha estalviat de l'almoina rebuda, amb la pregària per administrar-les i fer-les fructificar. Però, a causa d'un malentès, els diners s'intercanvien per una oferta del noble als indigents, mentre que el captaire és detingut per dos agents. Quan, dies després, finalment és alliberat, es cola entre els participants en un gran dinar benèfic, organitzat amb els diners "oferits" pel marquès. Segur que es produiria un escàndol, si la veritat sortís a la llum, però mentrestant el marquès ha venut dos quadres que encara tenen en el seu poder a un advocat adinerat, que torna els diners al captaire, afegint-hi 500 lires com a "premi". La jove filla del marquès es pot comprometre així amb el fill ric d'un industrial de la pasta, sense que ningú sàpiga de la seva extrema pobresa.

## Repartiment
- Raffaele Viviani - Marquès Isidoro Fusaro
- Leda Gloria - Giorgina Fusaro
- Salvatore Costa - Biase
- Marcello Spada - Nello Valmadonna
- Mario Ferrari - Jutge Volterra
- Vincenzo Flocco - Mezzapalla
- Armida Cozzolino - Lida Valmadonna
- Lina Bacci - La secretària
- Cesare Zoppetti - el mestre
- Vasco Creti - el cambrer
- Idol Tancredi - el creditor de les camises planxades
- Gennaro Pisano - el comissari

## La critica
Enrico Roma, a les pàgines de Cinema Illustrazione, edició del 8 de febrer de 1933, comenta així: «El fracàs d'aquesta pel·lícula no es pot explicar, sobretot a Roma. El tema és excel·lent, la faula bastant creïble i la moral no pitjor que moltes altres. Els actors són bons, la direcció precisa i en molts aspectes agradable. Per descomptat, l'escenari es veu afectat pel defecte inicial. Viviani ja havia escrit la comèdia per a la seva companyia i a la pel·lícula, ha mantingut la marca de la forma teatral. Creure que una peça teatral es pot fer cinematogràfica intercalant exteriors pintorescos, cavalls i carruatges, jardins i portes, és una il·lusió. Pel que fa a Viviani, crec que la inexperiència cinematogràfica va obligar a Blasetti, en el muntatge, a suprimir molts metratges interpretats, contentant-se amb pistes. En tot cas, el curtmetratge se salva..."